# Stadion SK Uničov
Stadion SK Uničov – wielofunkcyjny stadion w Uničovie, w Czechach. Obiekt może pomieścić 4000 widzów. Swoje spotkania rozgrywają na nim piłkarze klubu SK Uničov. Stadion był jedną z aren Mistrzostw Europy U-16 w 1999 roku. Rozegrano na nim dwa spotkania fazy grupowej tego turnieju.